# (699) Hela
(699) Hela – planetoida z grupy przecinających orbitę Marsa okrążająca Słońce w ciągu 4 lat i 84 dni w średniej odległości 2,61 j.a. Została odkryta 5 czerwca 1910 roku w Landessternwarte Heidelberg-Königstuhl w Heidelbergu przez Josepha Helffricha. Nazwa planetoidy pochodzi od Hel, bogini władającej krainą zmarłych w mitologii nordyckiej. Przed nadaniem nazwy planetoida nosiła oznaczenie tymczasowe (699) 1910 KD.